# Turnera longipes
Turnera longipes är en passionsblomsväxtart som beskrevs av José Jéronimo Triana och Ignatz Urban. Turnera longipes ingår i släktet Turnera och familjen passionsblomsväxter. Inga underarter finns listade i Catalogue of Life.